# قرية العقل (السودان)
قرية العقل أو العُقُل واحدة من قري ولاية القضارف بالسودان وتقع في الشمال الشرقي للمدينة علي بعد 14 كيلو متر تقريبا ويرجع اصل سكانها الي قبيلة البوادرة (وهم من عرب البطانة) بالإضافة لقبيلة الضباينه.وهي تتبع لمحلية ريفي وسط القضارف. 

## الخدمات
تتمتع قرية العقل بخدمات جيده في مجالى المياه والكهرباء، واجتماعيا بها ديوان للزكاه الذي يساهم بصوره كبيره في عون الفقراء والمحتاجين .

## التعليم والصحة

### التعليم
هناك عدد من الخلاوي ومدارس الأساس، وانشأت حديثا مدرسة علوية للبنات .

### الرعاية الصحية
يوجد مستوصف مركز صحي واحد، ويوجد بها مركز للتأمين الصحى .

## النقل والاتصالات

### النقل
يوجد بالقرية خط مواصلات يربطها بالمدن القريبه منها وحاضرة الولاية.

### الطرق
تحتوى على طرق داخليه لا تقل عن خمسه كيلومترات وعدد من العبارات والكبارى عند تقاطعات المجارى والخيران.

## النشاط الإقتصادي
يمارس أهالي قرية العقل الزراعة التقليدية المعتمدة على الأمطار كحرفة رئيسية حيث يزرعون والسمسم وبعض الخضروات إلى جانب الرعي وتجارة المواشي.

## القرى الحدودية
قرية أم شجرة ، قرية الحسينات، قرية الحرية، قرية الشميلياب، قرية ود السيد، قرية الشرفا، حلة حسن